# Ophiozonella tessellata
Ophiozonella tessellata är en ormstjärneart som först beskrevs av George Richard Lyman 1878.  Ophiozonella tessellata ingår i släktet Ophiozonella och familjen Ophiolepididae. Inga underarter finns listade i Catalogue of Life.